# Scripps National Spelling Bee

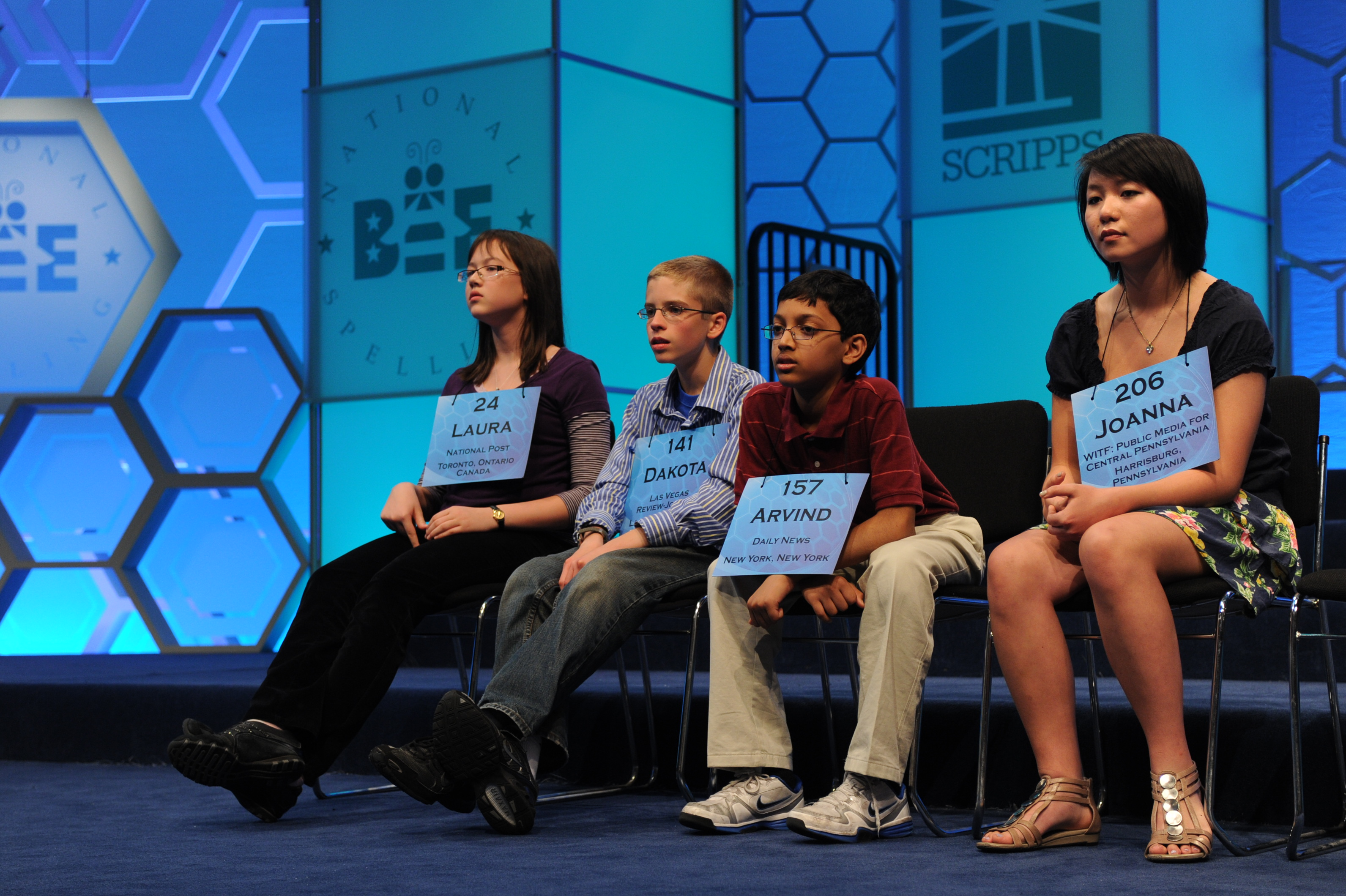
Teilnehmer des National Spelling Bee 2011

Als Scripps National Spelling Bee wird die nationale Endrunde eines in den Vereinigten Staaten ausgetragenen Schülerwettbewerbs in Rechtschreibung bezeichnet. Der vom Medienunternehmen E. W. Scripps jährlich Ende Mai oder Anfang Juni in Washington, D.C. organisierte Wettbewerb findet seit 1925 statt und wird seit 1994 vom Fernsehsender ESPN landesweit übertragen. Er gilt in den USA als nationale Institution und ist titelgebender Teil der Handlung von Spielfilmen wie Bee Season (2005) und Akeelah and the Bee (2006).
Teilnahmeberechtigt am National Spelling Bee sind Kinder und Jugendliche, die zum 31. August des Vorjahres nicht älter als 14 Jahre sind und zum 1. Februar im Jahr des Wettbewerbs die achte Klasse noch nicht abgeschlossen haben. Vorherige Sieger des Wettbewerbs dürfen nicht noch einmal starten. Die Qualifikation zur Teilnahme erfolgt über Vorausscheide auf Schul- und Regionalebene, an denen sich pro Jahr rund zehn Millionen Kinder und Jugendliche beteiligen. Die meisten Teilnehmer kommen aus den USA, darüber hinaus finden Wettbewerbe in den amerikanischen Außengebieten, in Ländern mit US-Militärbasen sowie in verschiedenen anderen Ländern statt.

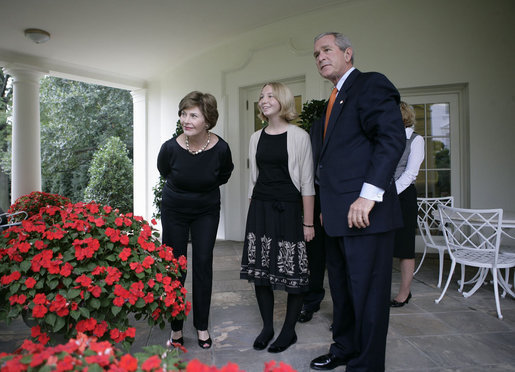
Empfang der Gewinnerin des National Spelling Bee 2006 im Weißen Haus durch den damaligen US-Präsidenten George Bush

Der nationale Endausscheid besteht aus mehreren Runden, in denen die Buchstabierfähigkeiten der Teilnehmer je nach Runde entweder mittels Computer oder in gesprochener Form getestet und mit Punkten bewertet werden. Ab der fünften Runde scheiden Teilnehmer aus, die ein Wort nicht fehlerfrei buchstabieren. Nach der sechsten Runde wird anhand der erreichten Punktzahl eine Rangliste der verbliebenen Teilnehmer erstellt, von denen sich die besten neun bis zwölf für die Finalrunde qualifizieren, die in gesprochener Form ausgetragen wird.
Seit 2004 haben die Teilnehmer in den mündlich ausgetragenen Runden nach der Ansage des zu buchstabierenden Wortes zunächst zwei Minuten Vorbereitungszeit. Sie dürfen während dieser Zeit nach der Definition des Wortes, der Wortart, einer beispielhaften Verwendung in einem Satz, der Herkunftssprache, möglichen anderen Betonungen sowie der Wortwurzel fragen. Nach Ablauf der Vorbereitungszeit müssen die Teilnehmer innerhalb von 30 Sekunden das Wort buchstabieren. Eine Überschreitung der Zeit oder eine Änderung bereits ausgesprochener Buchstaben zählen als Fehler.
Die Sieger des National Spelling Bee erhalten neben einem Pokal einen Geldpreis von 50.000 US-Dollar, eine Spareinlage in Höhe von 2.500 US-Dollar sowie verschiedene Sachpreise, zu denen unter anderen Nachschlagewerke und ein lebenslanger Zugang zur Online-Ausgabe der Encyclopædia Britannica gehören.